# 酆海
酆海（1407年—？），字朝宗，江西吉安府吉水縣人，民籍。明朝政治人物。進士出身。

## 生平
江西鄉試第四十八名。正統七年（1442年）壬戌科會試第五十三名，殿試登進士第三甲第七十六名。

## 家族
曾祖酆震亨。祖父酆克宣。父亲酆昌敏。